# (500286) 2012 PU18
(500286) 2012 PU18 es un asteroide perteneciente a asteroides que cruzan la órbita de Marte, descubierto el 11 de agosto de 2012 por el equipo del Pan-STARRS desde el Observatorio de Haleakala, Hawái, Estados Unidos.

## Designación y nombre
Designado provisionalmente como 2012 PU18.

## Características orbitales
2012 PU18 está situado a una distancia media del Sol de 1,877 ua, pudiendo alejarse hasta 2,098 ua y acercarse hasta 1,656 ua. Su excentricidad es 0,117 y la inclinación orbital 21,85 grados. Emplea 939,919 días en completar una órbita alrededor del Sol.

## Características físicas
La magnitud absoluta de 2012 PU18 es 17,6.